# بونتا دي لوس كويرفوص

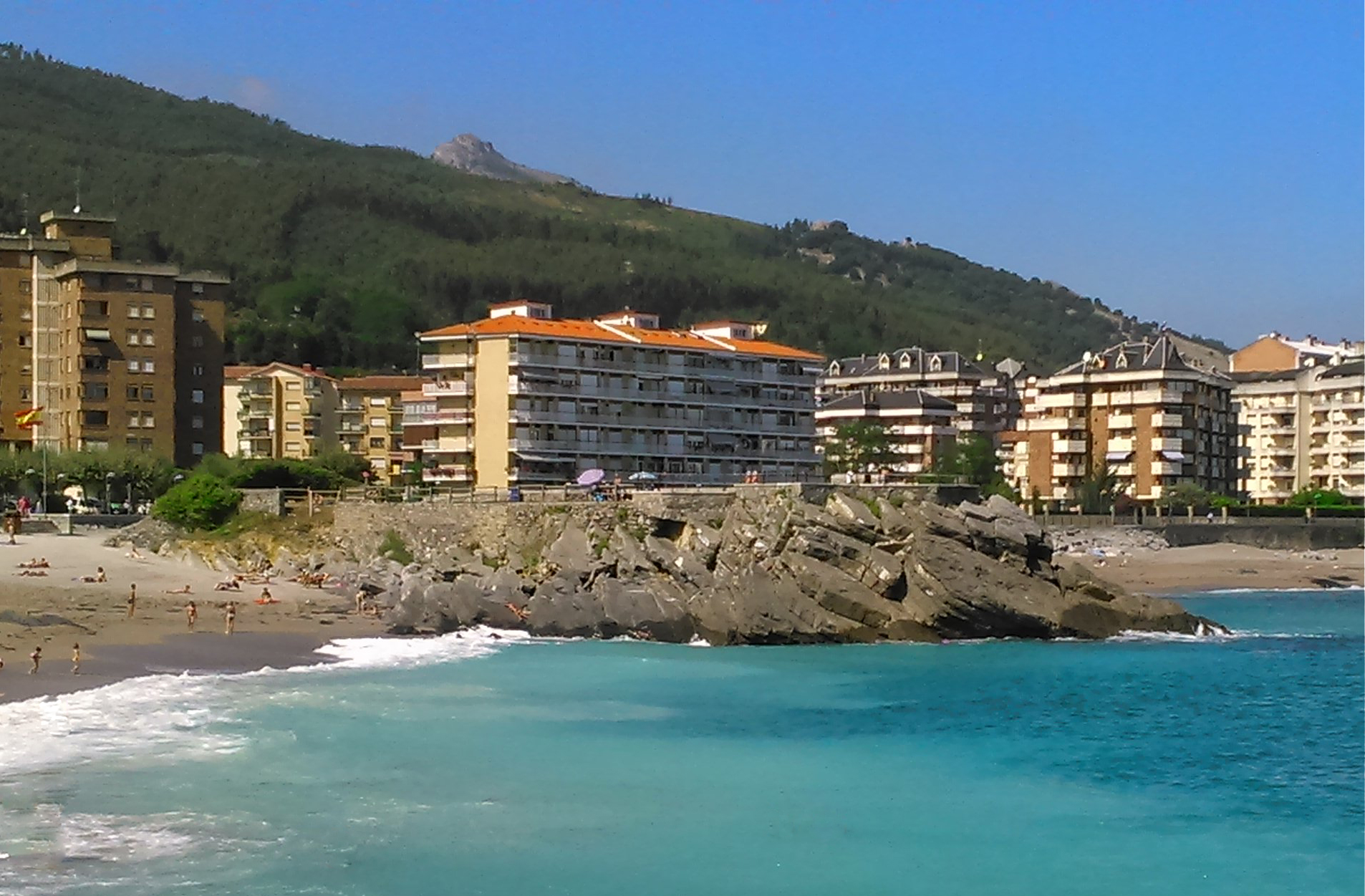
بونتا دي لوس كويرفوص.

بونتا دي لوس كويرفوص (بالإسبانية: Punta de los Cuervos)‏، هو رعن الأرض مع قاعدة صخرية تقع في كاسترو أورديالس (كانتابريا).
وهي تقع على شاطئ أوستند(Playa de Ostende)، لذلك يتم تغطية بداية رعن بواسطة الرمل الاصطناعي. لديها الدرج والوصول شرفة المراقبة.
ومن المعروف أيضا باسم بونتا إستيبانوت(Punta Estebanot)، ولكن هذا الاسم غير صحيح وليس الرسمي.